# Andro Švrljuga
Andro Švrljuga (Fiume, 24 ottobre 1985) è un calciatore croato, difensore dell'Orijent.

## Palmarès

### Club

#### Competizioni nazionali
- Campionato lituano: 7

Zalgiris: 2013, 2014, 2015, 2016
Suduva: 2017, 2018, 2019
- Coppa di Lituania: 5

Zalgiris: 2012-2013, 2013-2014, 2014-2015, 2015-2016
Suduva: 2019
- Supercoppa di Lituania: 6

Zalgiris: 2012, 2013, 2014, 2015
Suduva: 2018, 2019
- Druga hrvatska nogometna liga: 1

Istria 1961: 2008-2009